# Bulbostylis juncoides
Bulbostylis juncoides là một loài thực vật có hoa trong họ Cói. Loài này được (Vahl) Kük. ex Herter mô tả khoa học đầu tiên năm 1930 publ. 1931.